# Geelstuitbuidelspreeuw
De geelstuitbuidelspreeuw of geelrugbuidelspreeuw (Cacicus cela) is een van de grotere troepialen. 

## Kenmerken
Hij is van snavelpunt tot staartuiteinde ongeveer 30 centimeter lang en weegt circa 100 gram. 
Zijn snavel is groot en groenachtig, de stuit is felgeel. Zijn nest is 35-40 cm groot en langwerpig van vorm.

## Voortplanting
De geelstuitbuidelspreeuw is een koloniale broeder. Ze maken wel 100 nesten in een enkele boom. De nesten bevatten meestal een actief wespennest of worden daar zo dicht mogelijk bijgebouwd. De vrouwtjes leggen in het nest twee eitjes, die na 13 of 14 dagen uitkomen. De jongen verlaten het nest na 34 tot 40 dagen. Meestal overleeft er per nest niet meer dan een jong.

## Verspreiding en leefgebied
De geelstuitbuidelspreeuw komt voor in Zuid-Amerika van Panama en Trinidad ten zuiden van Peru, Bolivia en centraal Brazilië.

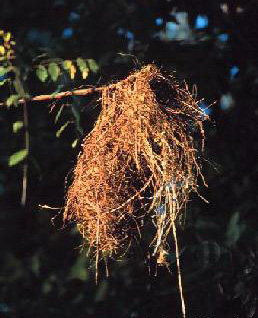
Nest van de Geelstuitbuidelspreeuw

## Ondersoorten
- Cacicus cela cela – Ten oosten van de Andes, van de kust van Santa Marta in Colombia tot centraal Bolivia en het oosten van Brazilië.
- Cacicus cela vitellinus – Van het Panama Kanaal tot de Sierra Nevada de Santa Marta en centraal Magdalena Valley van Colombia. Voor het eerst waargenomen in Serranía de las Quinchas op 17 januari 2006.
- Cacicus cela flavicrissus – Ten oosten van de Andes van de provincie Esmeraldas (Ecuador) tot de provincie Tumbes (Peru).